# Hyponephele davendra
Hyponephele davendra är en fjärilsart som beskrevs av Moore 1865. Hyponephele davendra ingår i släktet Hyponephele och familjen praktfjärilar. Inga underarter finns listade i Catalogue of Life.

## Bildgalleri

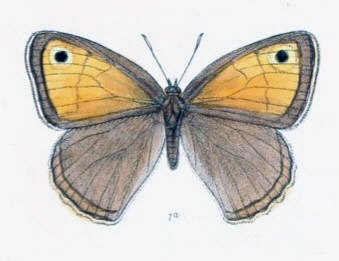
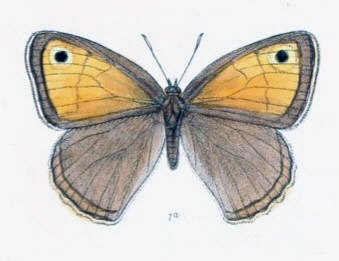